# Falonki
Falonki (ros. Фалёнки) – osiedle typu miejskiego w Rosji, w obwodzie kirowskim, ośrodek administracyjny rejonu falońskiego. W 2010 liczyło 5256 mieszkańców.